# Balkas-Alakol-medence

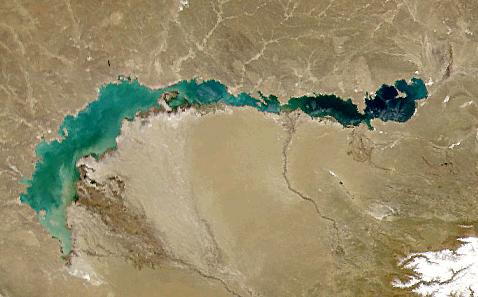
A Balkas-tó látképe űrfelvételről

A Balkas-Alakol-medence vagy Balkas-Alakol-mélyedés (kazah nyelven: Балқаш-Алакөл ойысы; orosz nyelven: Балхаш-Алакольская котловина) egy Kazahsztán délkeleti részén található lapos szerkezetű medence. Területének fő városa Balkas.

## Nevének eredete
A medence nevét a Balkas és az Alakol tavakról kapta, amelyek a medence legnagyobb vízfelületei.

## Geológia
A Balkas-Alakol-medence egy folyóvölgyben alakult ki, amely folyóvízi üledékkel töltődött fel. A karbon időszakban az egész terület az ősi Dzsungár-tenger része volt, mely a paleoázsiai óceán maradványa. Ez az ősi tenger a perm időszakban eltűnt. Az eocén időszakra kialakult a Khankhai-tenger, amely sós vízzel telt meg, és nagyjából a mai medence területét fedte le egy keleti kiterjedéssel, magában foglalva a Zaysan-tavat, és keletebbre a Góbi-tavakig ért. Az oligocén időszakban ez a tenger kiszáradt, ennek következtményeként maradtak vissza a Balkas, Alakol, Zaisan és Gobi tavak.
A miocén alatt a Balkas-mélyedés üledékkel töltődött fel, miáltal a Balkas-tó sekélyessé és sótalanná vált. Ugyanakkor az Alakol és a Zaisan egyetlen tóvá olvadt össze. A pliocén és pleisztocén idején a tektonikus folyamatok felerősödtek, minek következtében az egész mélyedés mélyült. A kiemelkedő Tarbagatai-hegység az édes Zaysant és a brakkos Alakolt önálló tavakra osztotta, ennek következtében méretük jelentősen csökkent. A Balkas azonban nagyobb lett, és egy édesvízű nyugati és egy sósvízű keleti részre oszlott, amelyek a jelenlegi formáját is jellemzik. Ezzel egyidejűleg megkezdődött az Ili, a Karatal és más folyóvölgyek kialakulása. Szintén a pleisztocén során - a jégkorszakok és az intenzív jégolvadás következtében - a Balkas is mélyült és mérete is nőtt, ma újra egyetlen tóként kapcsolódik össze az Alakollal. A holocén idejére azonban a terület sekélyebbé vált, és az egységes víztömeg a mai Balkas, Alakol és Sasykkol tavakra vált szét.

## Földrajza
A Balkas-Alakol-medence nagyjából mintegy 100 km hosszan húzódik kelet-nyugati irányban, átlagos szélessége 100 km és 300 km között van, maximális szélessége 350 km. 
A medencének két részből áll, az édesvízú nyugati Balkas-mélyedésből és a sósvízű keleti Alakol medencéből. A tengerszint feletti magasság 342 m - a Balkas-tó felszínén - és a keleti vége felé 600 m között változik. Északnyugaton és északon a mélyedést a Kazah Felvidék, északkeleten a Tarbagatai-hegység, nyugaton a Zseltau-, az Aitau- és a Maizharylgan-hegység, délen pedig a keleti Dzungáriai Alatau és a Tien Shan-hegységrendszer részét képező Csu-Ili-hegység határolja.
A medence fő vízfolyása az Ili folyó, amely délről a Balkas-tóba ömlik. További fontos folyók az Akszu, a Kokszu, a Lepszy, a Karatal, az Emil, az Urzhar, a Tentek és az Ayagöz, valamint a Tokrau és a Bakanas, amelyek ugyancsak a medence részét képezik, bár nem érik el a tavat. A Balkas és az Alakol mellett a medence további tavai még a Sasykkol, a Zhalanashkol, a Kashkanteniz és az Itishpes, valamint még néhány kisebb tó. A medencéhez tartoznak még a Saryesik-Atyrau, Taukum és Muyunkum homoksivatagok is.

## Flórája

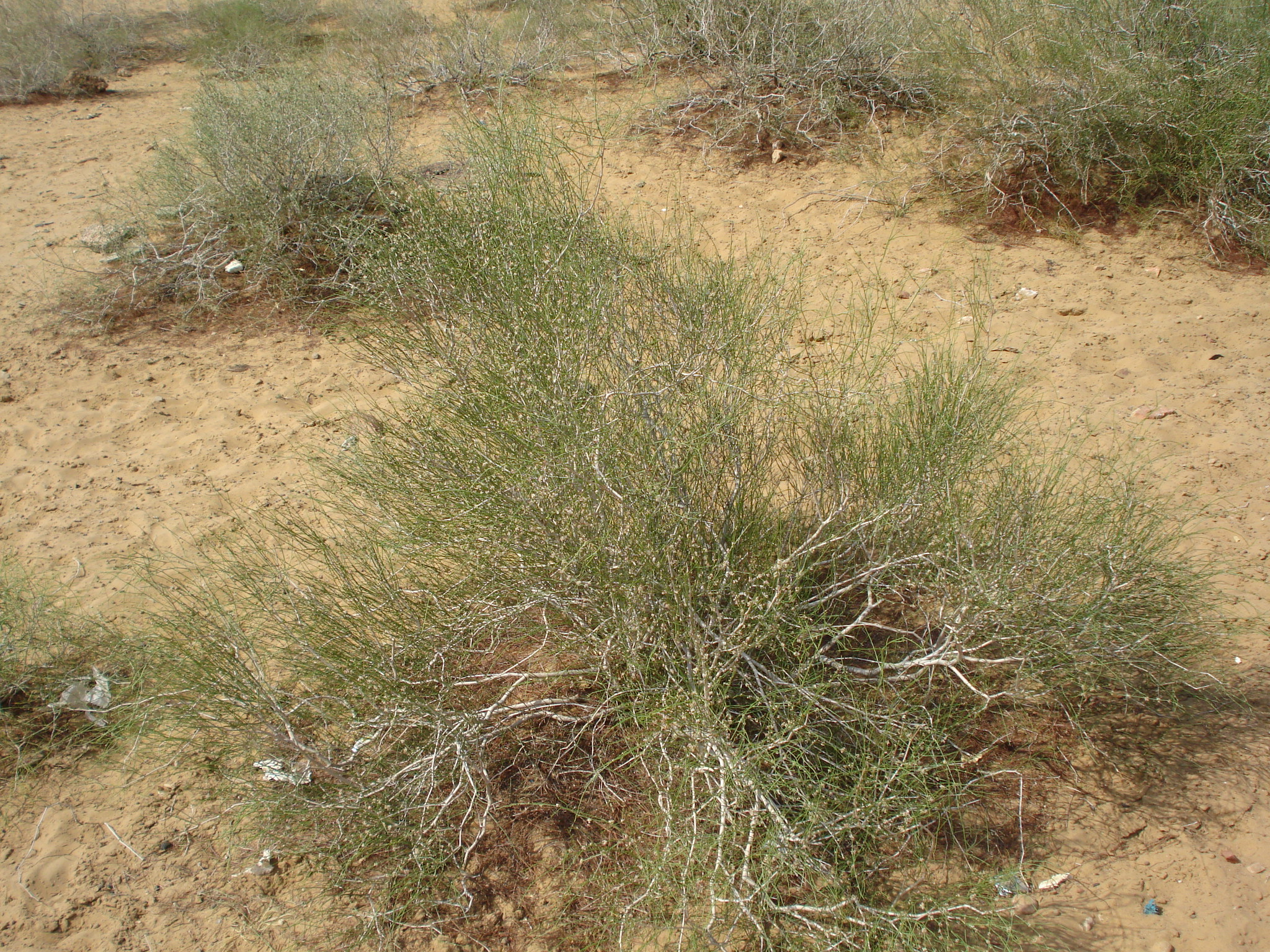
Sivatagi szárazságtűrő növény, Calligonum

A Balkas-Alakol-mélyedés növényzete a kazahsztáni sztyeppi sivatagi és félsivatagi területekre jellemző. Főleg sótűrő cserjékből és fűfélékből áll, mint például a Szakszaul, a Calligonum, a sófű, az üröm és a télizsálya. A medence egy részét szezonálisan legelőként használják.

## Fordítás
Ez a szócikk részben vagy egészben  a   Balkhash-Alakol Basin című angol Wikipédia-szócikk ezen változatának fordításán alapul.  Az eredeti cikk szerkesztőit annak laptörténete sorolja fel. Ez a jelzés csupán a megfogalmazás eredetét és a szerzői jogokat jelzi, nem szolgál a cikkben szereplő információk forrásmegjelöléseként.